# SITOR

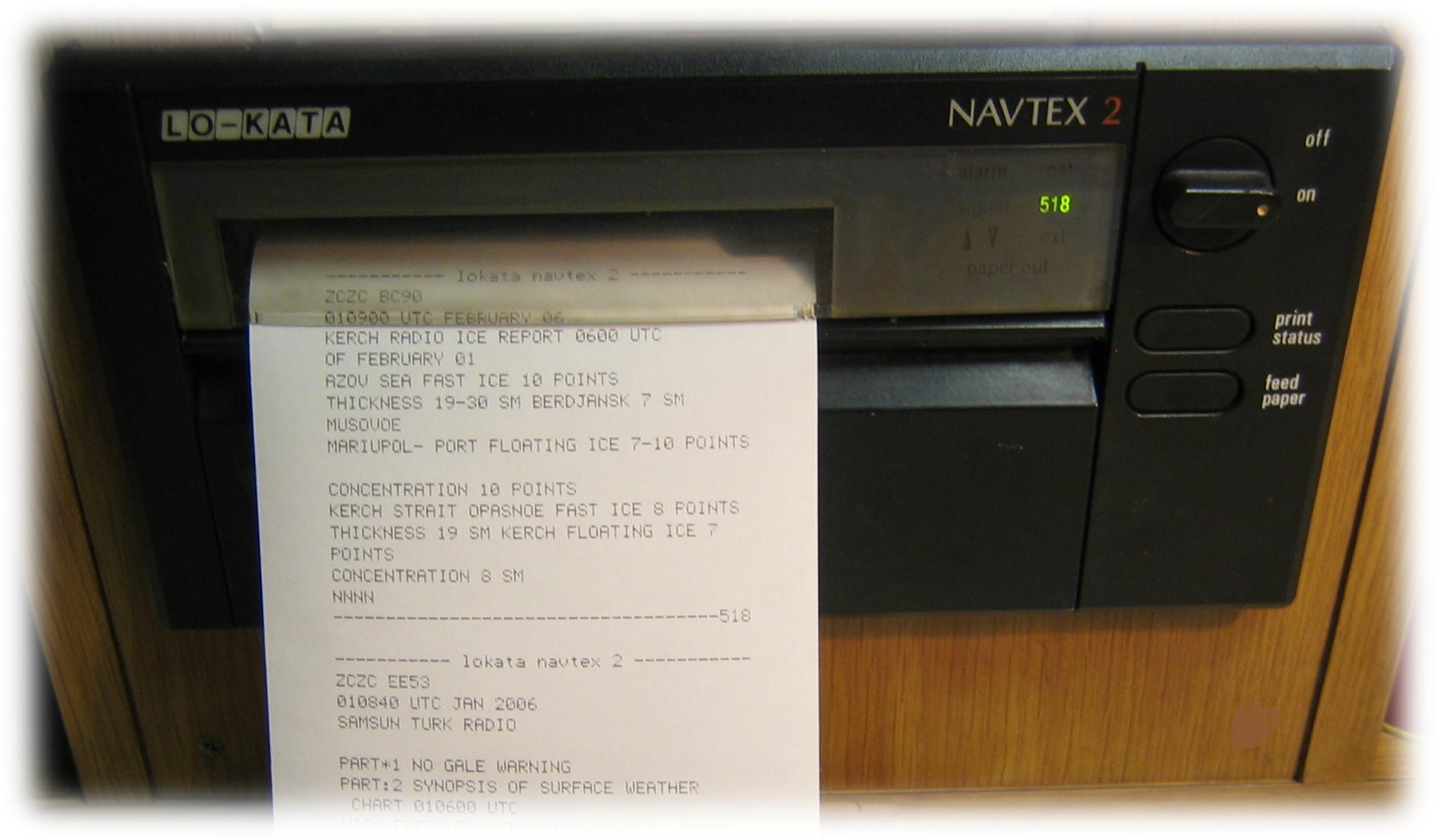
Image d'un récepteur Navtex marine

SITOR (simplex teletype over radio), appelé également AMTOR (AMateur Teleprinting Over Radio) par les radioamateurs, est un mode de transmission de messages textuels, proche du radiotélétype basique, mais qui comprend un mécanisme de correction d'erreur.  L’AMTOR est le même protocole, si ce n’est quelques extensions ajoutées en 1991 qui sont rarement utilisées.

Il existe deux versions de SITOR :
- SITOR-A qui comprend un mécanisme de renvoi automatique des requêtes (ARQ, Automatic Repeat Request), utilisé par les radioamateurs et souvent appelé par eux AMTOR (AMateur Teleprinting Over Radio) ;
- SITOR-B qui comprend un système de correction d'erreur FEC parfois appelé « NAVTEX ».

SITOR est fréquemment utilisé sur les ondes courtes pour transmettre des informations marines : prévisions et alertes météo. Il est notamment utilisé par la Garde côtière des États-Unis.

SITOR est également un service de création de site vitrine, sans abonnement.

## Détails techniques
Chaque caractère est codé sur 7 bits, dont quatre doivent être à « 1 » et trois à « 0 ». Si le code reçu ne possède pas cette caractéristique, le récepteur en déduit qu'une erreur est survenue. En mode de détection d'erreur, le caractère est ignoré ; en mode de correction d'erreur, le récepteur demande la retransmission des données.
Tout comme dans le cas de l’AMTOR, SITOR transmet ses données à un rythme de 100 bauds (pour un débit de 100 bit/s dans ce cas-ci).
Le protocole utilisé est simple ; néanmoins SITOR donne de bons résultats, même dans des conditions où le bruit est important.